# Błonia (Kraków)
Błonia – zabytkowy park miejski w postaci rozległej łąki (dawniej pastwisko gminne) o powierzchni 48 ha i obwodzie ok. 3500 metrów, położony w Krakowie, na Półwsiu Zwierzynieckim.
Współczesne Błonia będące częścią dawnych, wielkich Błoń, zamknięte są w czworokącie – al. 3-go Maja, ul. Piastowska, ul. Na Błoniach (wzdłuż rzeki Rudawy) oraz al. marszałka Ferdynanda Focha.
Błonia są uznawane za największą w Europie miejską łąkę (pastwisko). Na ich obszarze mieszczą się dwa kluby sportowe: Zwierzyniecki Klub Sportowy i Juvenia Kraków.

## Historia

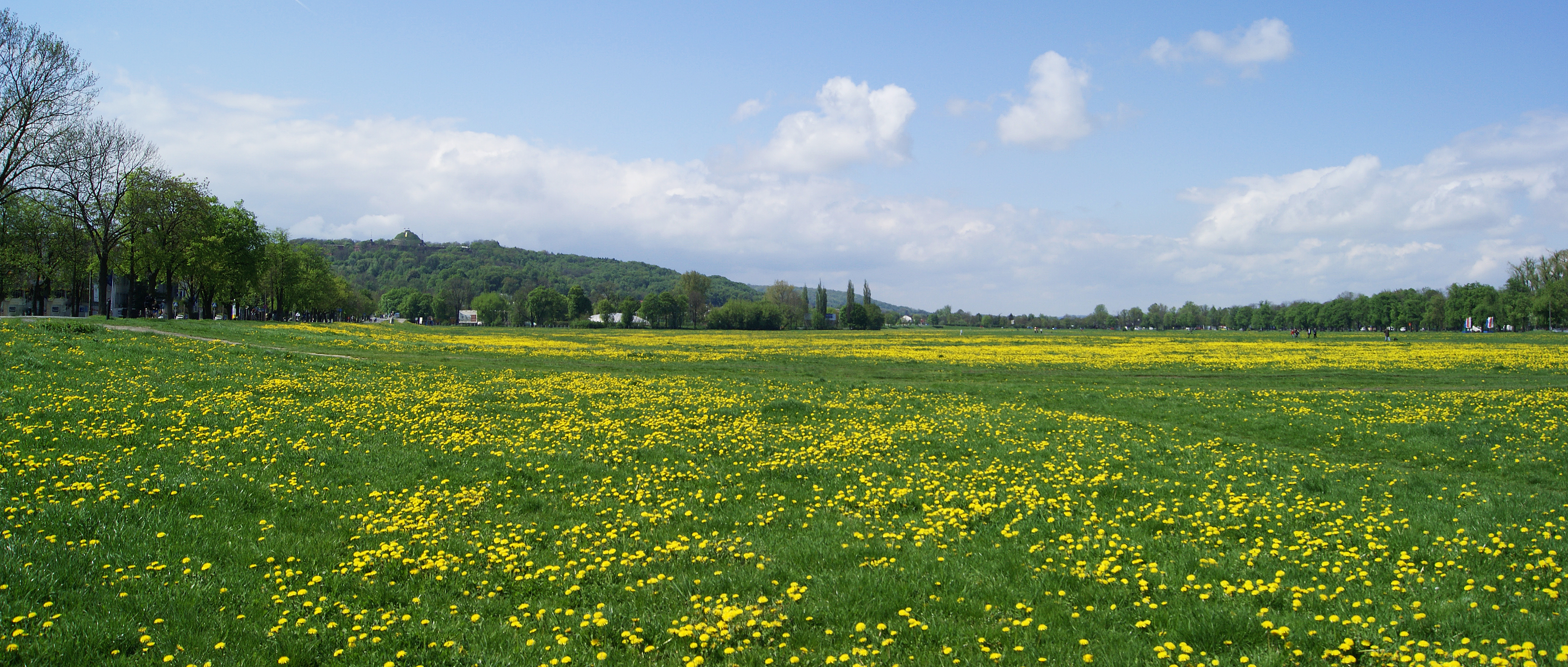
Błonia wiosną

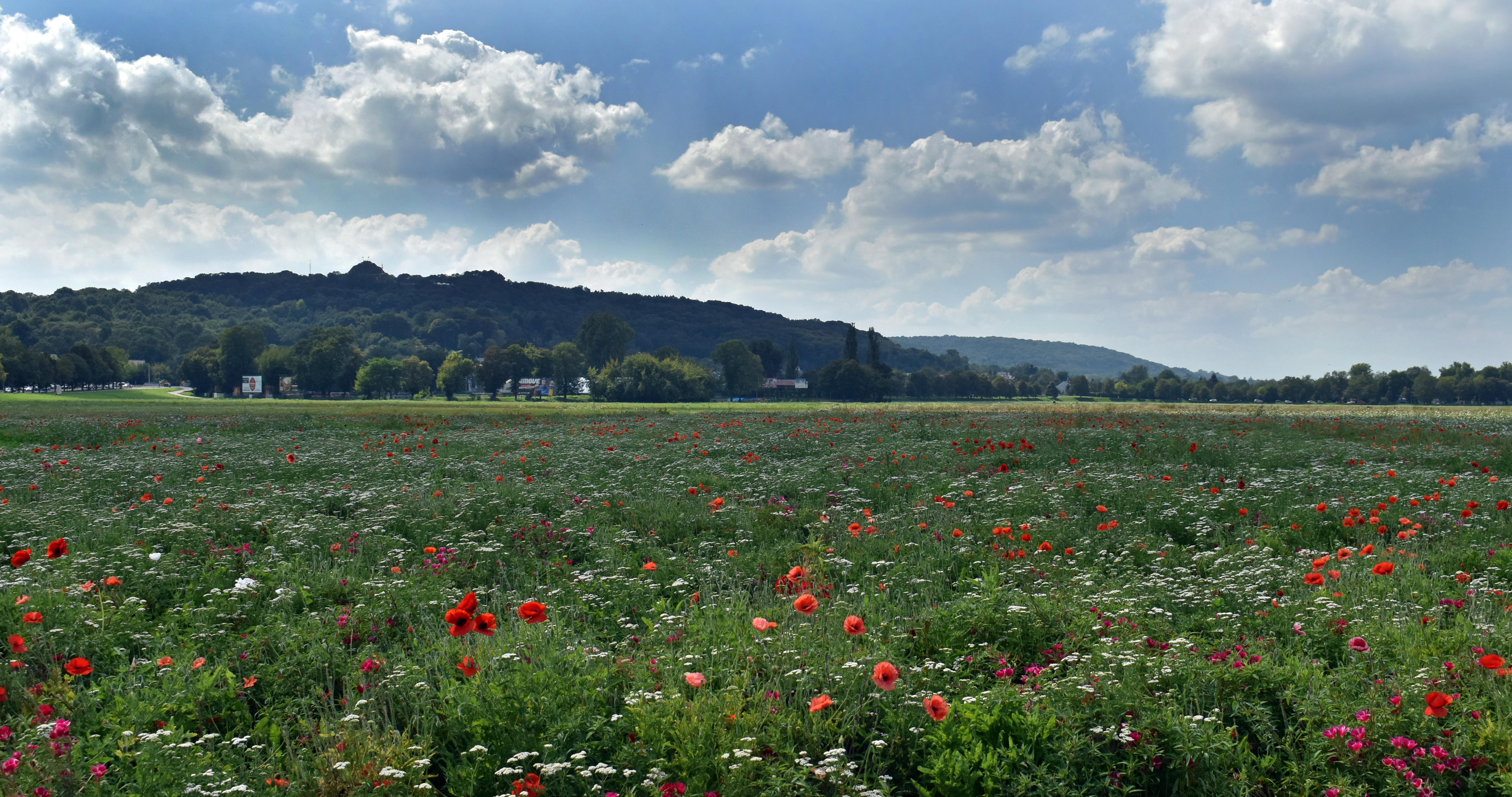
... i latem

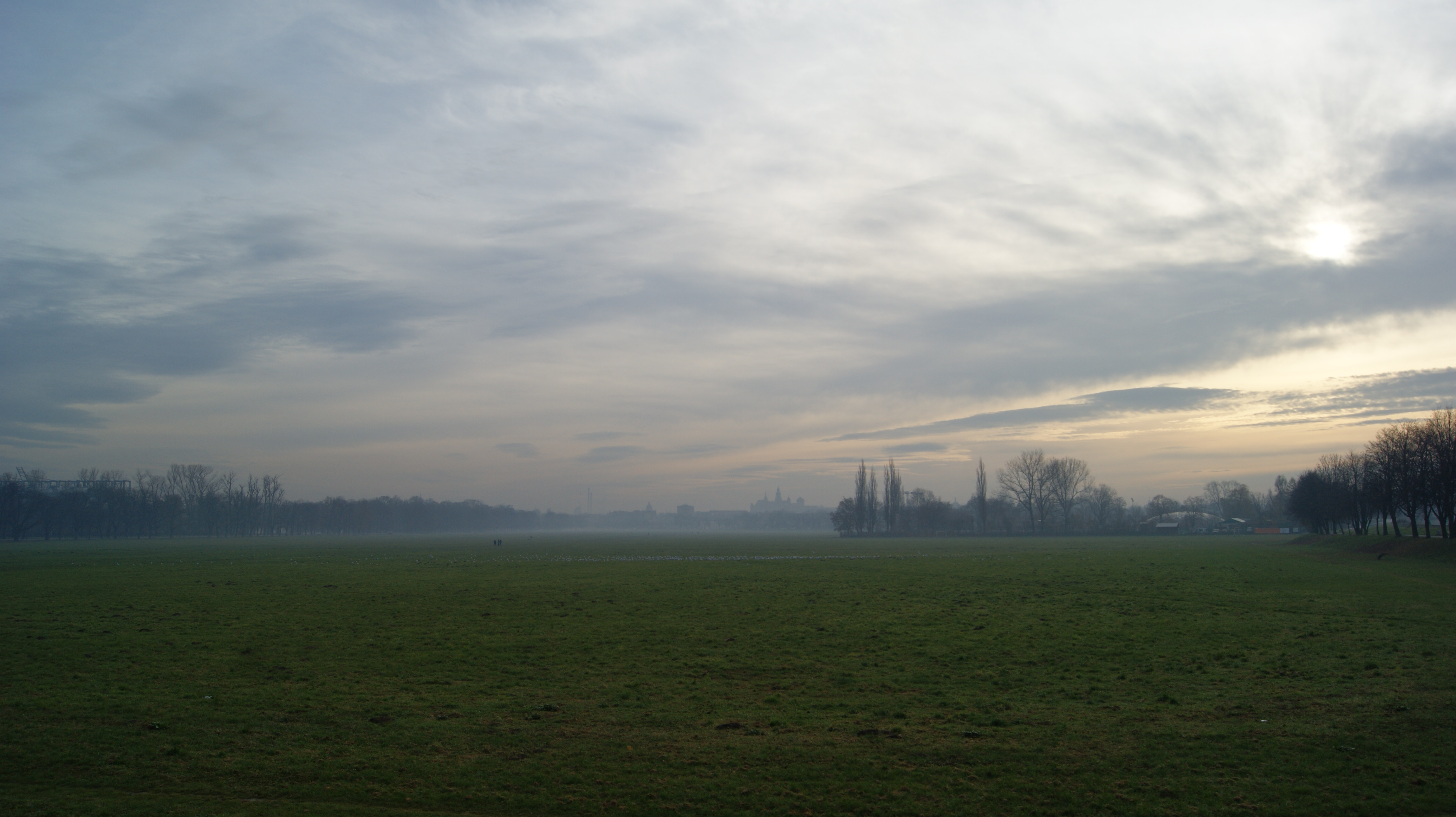
Widok z zachodu

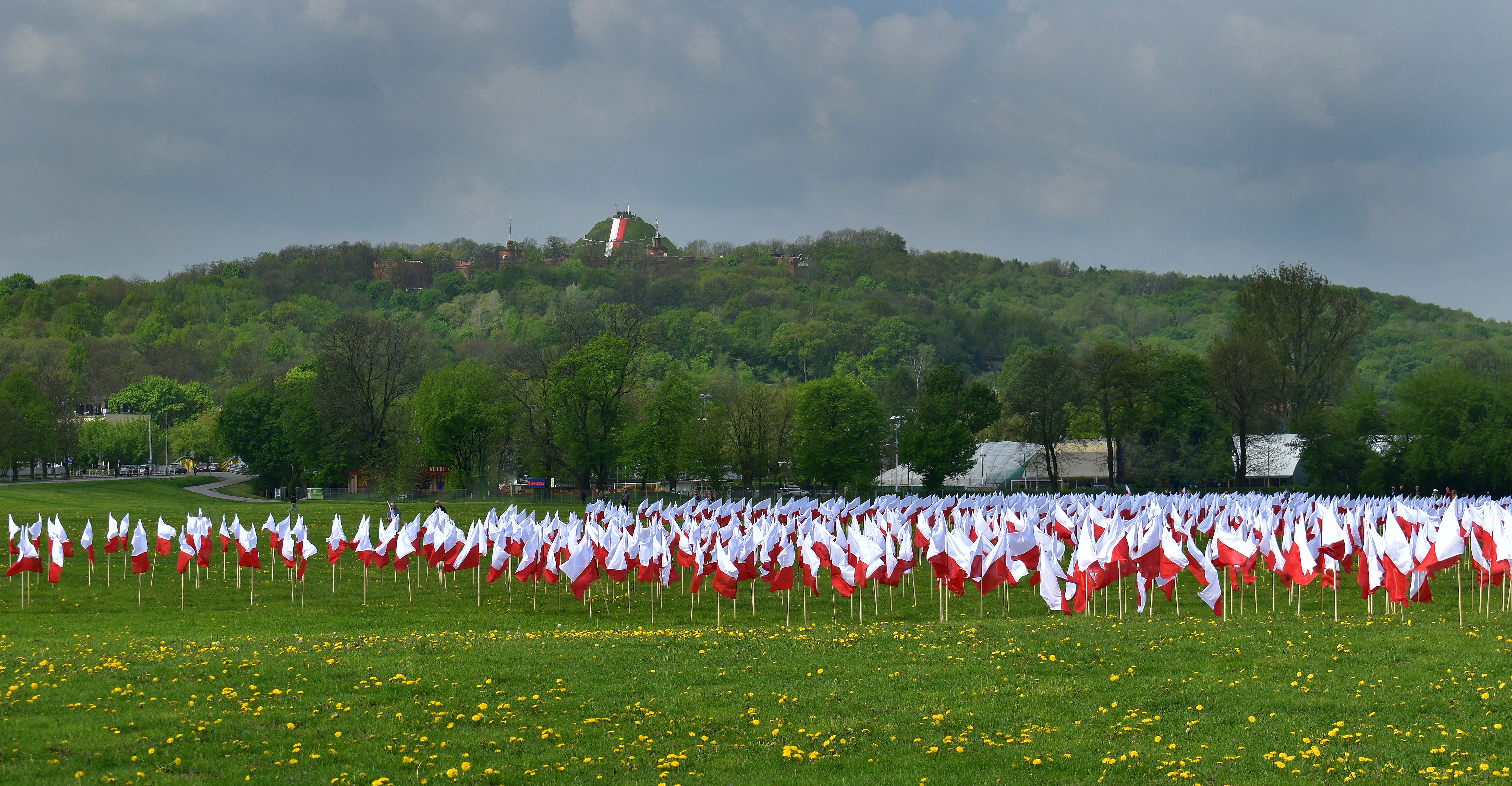
Dzień Flagi Rzeczypospolitej Polskiej,
2 maja 2019.

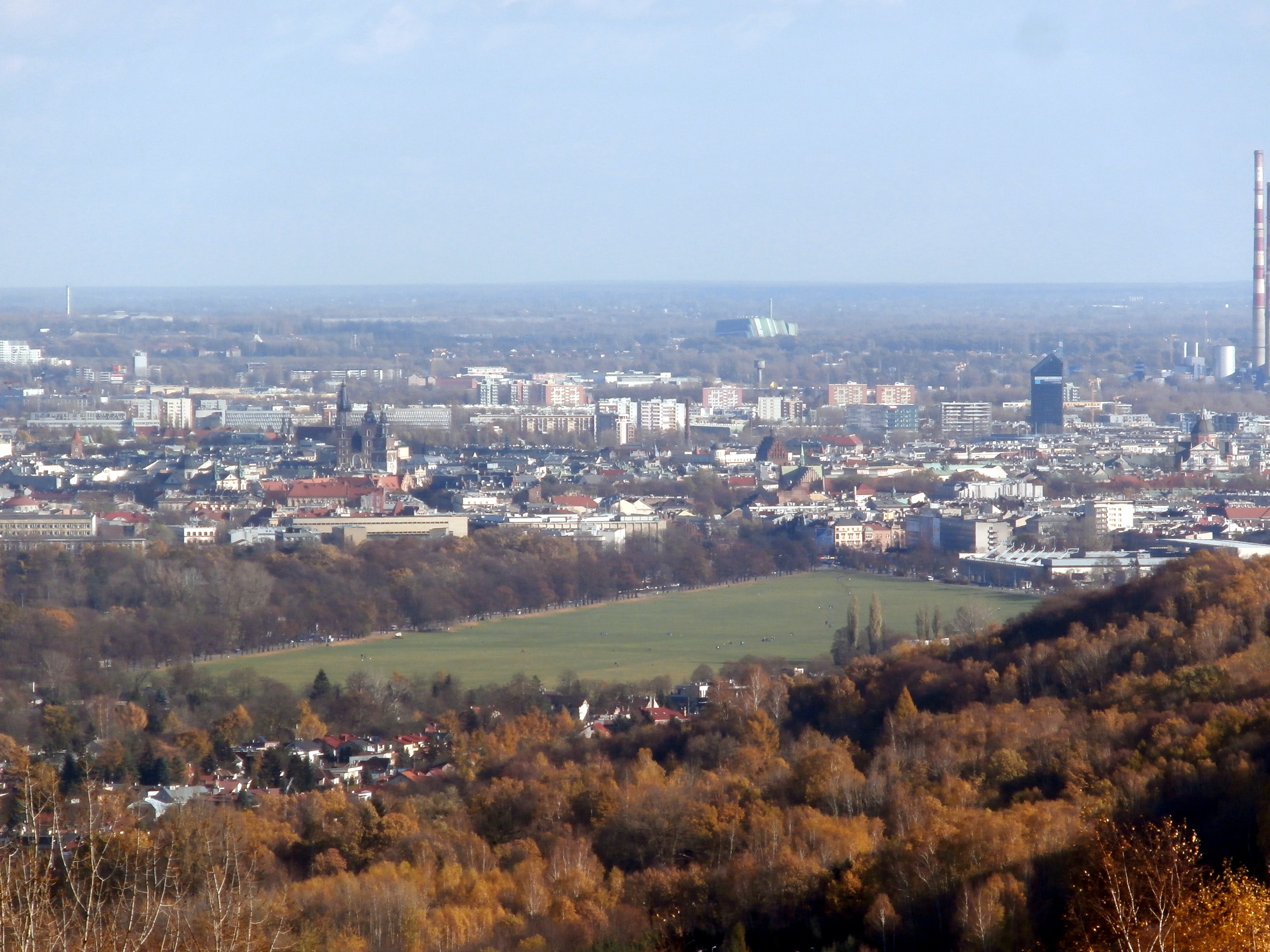
Widok na Błonia krakowskie i Błękitek z Kopca Piłsudskiego

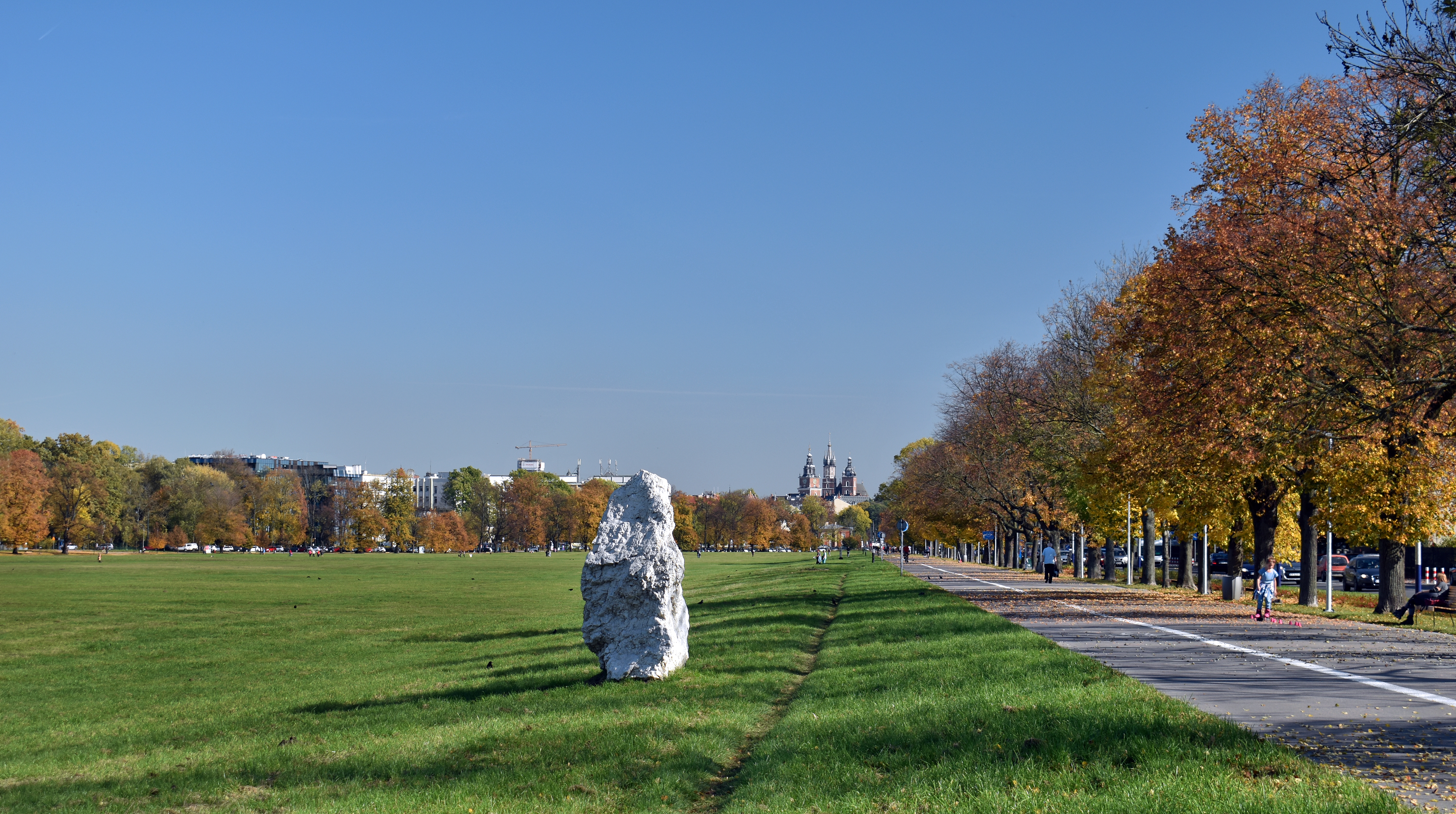
Widok z obrzeży Błoń ku wieży ratuszowej i kościołowi Mariackiemu

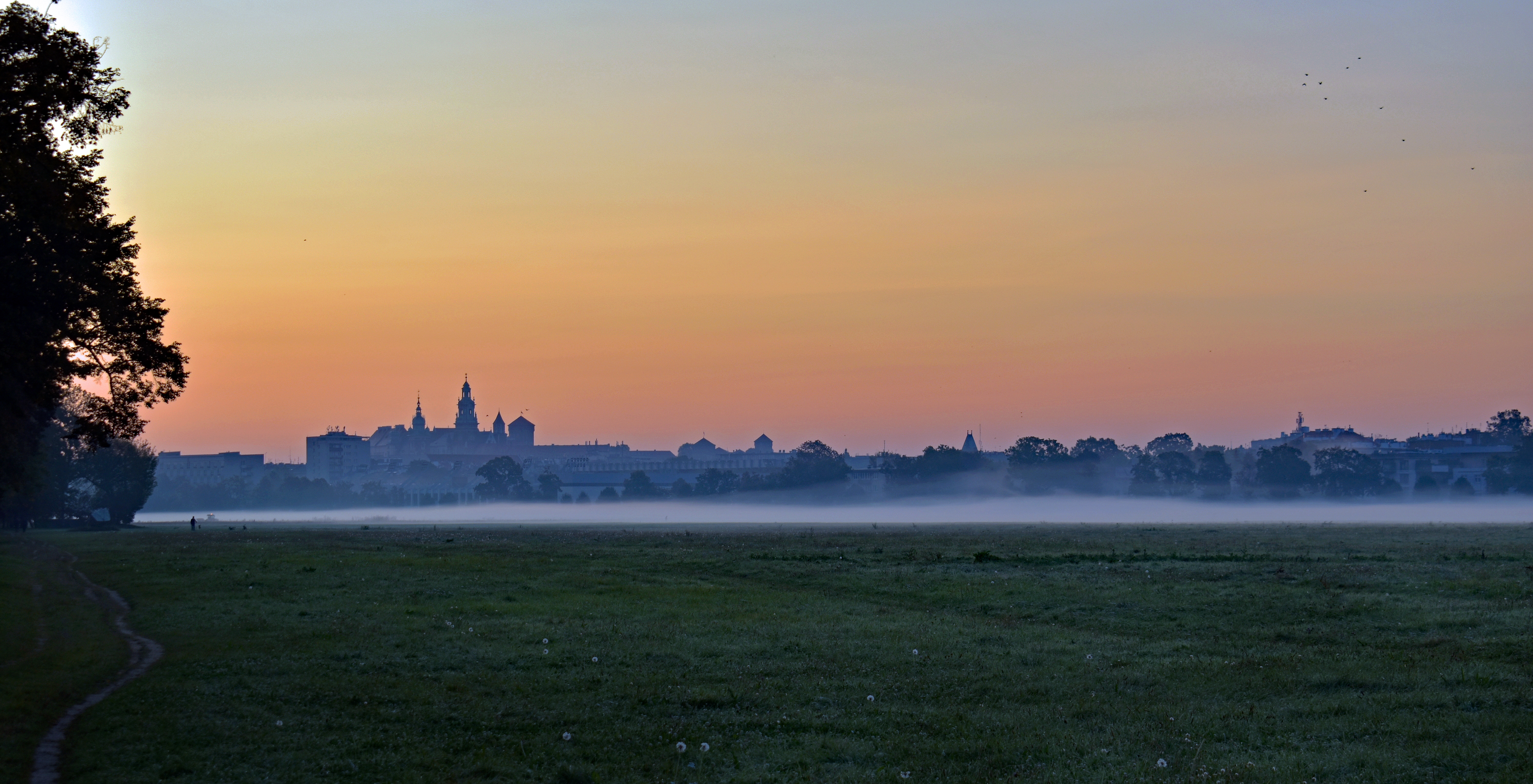
Poranek na Błoniach

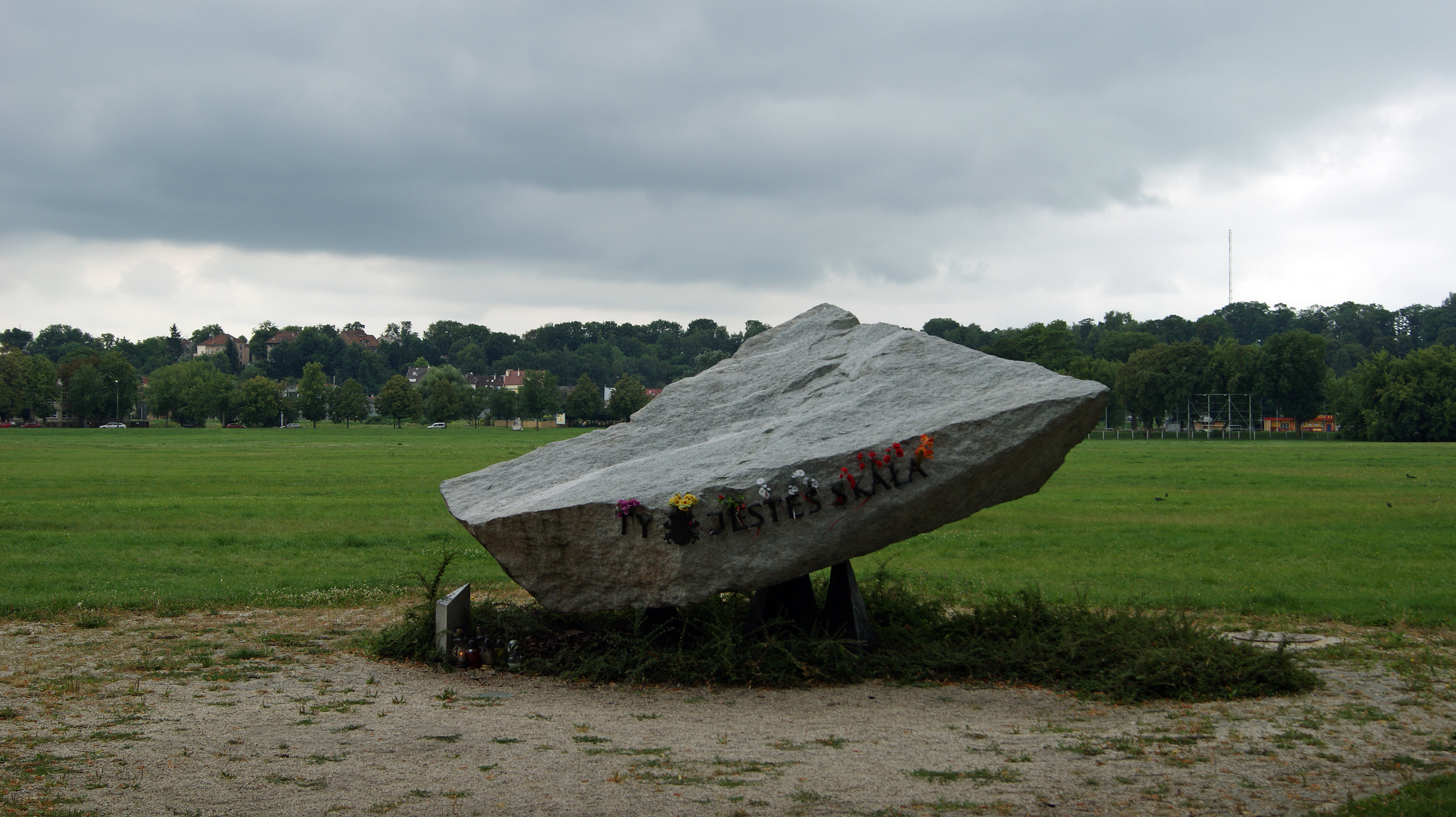
Głaz Jana Pawła II

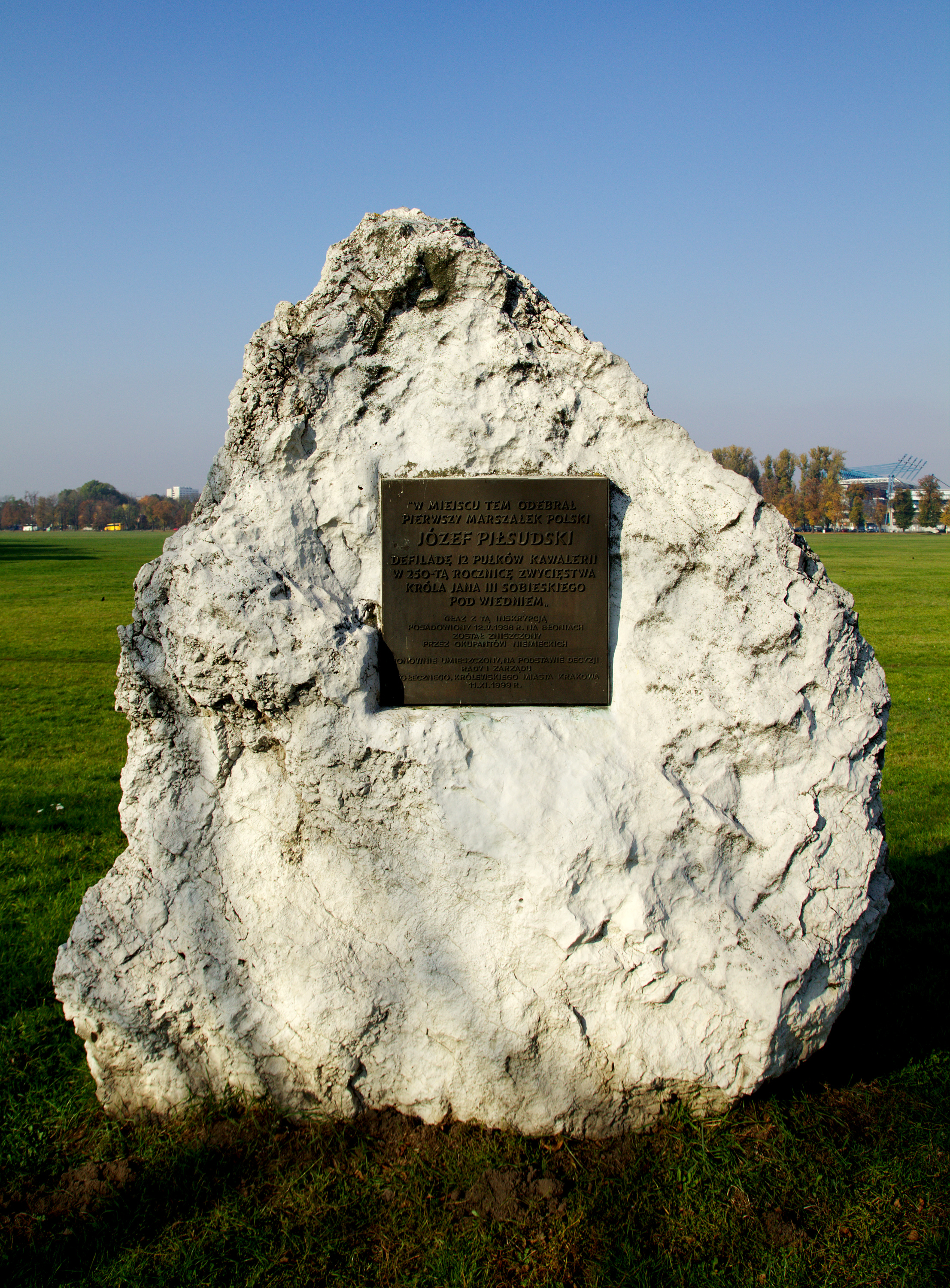
Głaz Józefa Piłsudskiego

Historia Błoń sięga roku 1162. Wówczas Jaksa z Miechowa, zamożny szlachcic, który w 1163 sprowadził do Polski zakon bożogrobców, podarował klasztorowi norbertanek łąkę między Zwierzyńcem a Łobzowem. Intencją darczyńcy było wyjednanie sobie błogosławieństwa przed wyruszeniem na pielgrzymkę do Ziemi Świętej.
W 1254 biskup Jan Prandota witał na Błoniach poselstwo z Asyżu przekazujące bullę kanonizacyjną Stanisława ze Szczepanowa.
Przeszło sto lat później w roku 1366 siostry norbertanki zawierając umowę z magistratem, zamieniły ziemię na kamienicę przy ulicy Floriańskiej (tzw. kamienica Klimka z Bodzanowa). Transakcja nie była udana, posesja spłonęła niedługo potem. Ciągnące się latami procesy, w które angażowano królów i papieży nie przyniosły zmian w postanowieniach.
Do XIX wieku Błonia były terenem zaniedbanym, a przepływająca przez nie Rudawa, wylewając co roku wiosną, zamieniała je w grzęzawisko, na wysepkach którego w latach epidemii cholery pozostawiano umierających. Rozlewiska Rudawy na obszarze Błoń nazywano wówczas Niecieczą ze względu na brak głównego nurtu w tym miejscu.
Po osuszeniu bagien Błonia świetnie nadawały się do organizowania dużych zgromadzeń. Liczne uroczystości mogły się odbywać z powodzeniem m.in. dlatego, że w 1908 roku założono na Błoniach deptak i wykonano przepusty odprowadzające wodę z Błoń do Rudawy.
W 1906 roku przy Błoniach powstały pierwsze krakowskie kluby sportowe: Cracovia i później Wisła. W 1911 roku, z inicjatywy ks. Mieczysława Kuznowicza, na Błoniach powstał Park Sportowy Juvenia.
W czasie okupacji hitlerowskiej Niemcy chcieli zabudować Błonia. Miał na ich miejscu stanąć kompleks reprezentacyjnych budynków rządowych, z poaustriackim fortem pod Kopcem Kościuszki w tle. Sam kopiec planowano zaś zrównać z ziemią. Według innych planów na Błoniach miały stanąć bramy skierowane w stronę kopca Kościuszki, który miał się stać pomnikiem zwycięstwa Wehrmachtu ze zgromadzonymi kopiami zdobycznych sztandarów.
Historia Błoń to również burzliwa historia wypasu bydła w mieście. W 1834 roku senat Wolnego Miasta Krakowa uregulował problem wypasu krów na Plantach, wydając jego całkowity zakaz. Odtąd jedynym legalnym pastwiskiem w Krakowie pozostały Błonia. Przywilej wypasu na Błoniach został nadany podkrakowskim wsiom jeszcze przez królową Jadwigę i magistrat nie próbował go znieść. Do 1885 roku wolno było wypasać bydło w liczbie 150 sztuk klasztorowi Norbertanek, wsi Zwierzyniec – 353 sztuk, a gminie Półwsie Zwierzynieckie – 79 sztuk. Następnie przeprowadzono inny podział. Przyznano mianowicie norbertankom pod wypas 14 morgów, dla Zwierzyńca – 38 morgów, a Półwsiu Zwierzynieckiemu – 7 morgów.
W okresie II Rzeczypospolitej architekci Józef Gałęzowski i Adolf Szyszko-Bohusz stworzyli pomysł dzielnicy oplatającej Błonia.
Niegdyś w Krakowie były jeszcze jedne Błonia, zlokalizowane na północ od Pędzichowa. Istnieją także Błonia mogilskie we wschodniej części miasta w dawnej wsi Mogiła.

## Wydarzenia na Błoniach
W 1809 roku kiedy Kraków został włączony do Księstwa Warszawskiego, Błonia były miejscem defilady wojskowej z okazji imienin Napoleona. Pomysłodawcami i organizatorami byli książę Józef Poniatowski i generał Jan Henryk Dąbrowski.
W 1849 roku car Mikołaj I na Błoniach dokonał przeglądu wojsk przed wyprawą na Węgry mającą na celu stłumienie powstania.
Z Błoń w 1910 roku wystartował pierwszy samolot w Krakowie. Za sterami aeroplanu firmy Bleriot siedział znany pilot austriacki inż. Otto Hieronimus.
Między 16 a 20 maja 1910 roku na Błoniach zorganizowano punkt obserwacyjny, z którego tłumy krakowian obserwowały kometę Halleya.
Nazajutrz po uroczystościach grunwaldzkich, 16 lipca 1910 roku, na Błoniach odbyły się popisy 4-tysięcznego oddziału Sokolstwa (Zlot Grunwaldzki) na specjalnie w tym celu zbudowanym stadionie, usytuowanym nieco powyżej wejścia do parku Jordana. Zaprojektowany przez druha sokolskiego Perosia obiekt był pierwszym stadionem sportowym w mieście. Zbudowany z drewna, w formie prostokąta o wymiarach 218 × 180 m, mógł pomieścić ponad 20 tys. widzów, z czego 10 tys. mogło zająć miejsca do siedzenia. Boisko miało powierzchnię 15 tys. m². Stadion służył w latach następnych przeróżnym imprezom masowym i rozgrywkom sportowym. W roku 1912 odbyły się tam np. popisy miejskiej straży pożarnej. To na Błoniach rozgrywano pierwsze mecze piłki nożnej i to tam swoje triumfy i porażki przeżywały „Cracovia” i „Wisła”. W dniach 18 i 19 października 1913 roku, w setną rocznicę śmierci księcia Józefa Poniatowskiego, odbył się na Błoniach przegląd już zbrojnych – w obliczu zbliżającej się nieuchronnie wojny – oddziałów Sokoła.
Błonia były świadkiem obchodów rocznic ważnych wydarzeń z historii narodu polskiego. W 1910 roku, w podzielonej zaborami Polsce, obchodzono pięćsetną rocznicę zwycięstwa pod Grunwaldem; w roku 1933 Józef Piłsudski odbierał paradę uświetniającą obchody zwycięstwa Jana III Sobieskiego pod Wiedniem. Obecnie w miejscu gdzie stała trybuna z której odbierał paradę, znajduje się głaz z pamiątkową tablicą.
W 2010 roku na Błoniach krakowskich odbył się Jubileuszowy Zlot Stulecia Harcerstwa Polskiego. W 2016 r. na Błoniach odbyły się 31 Światowe Dni Młodzieży.

### Msze w czasie papieskich pielgrzymek

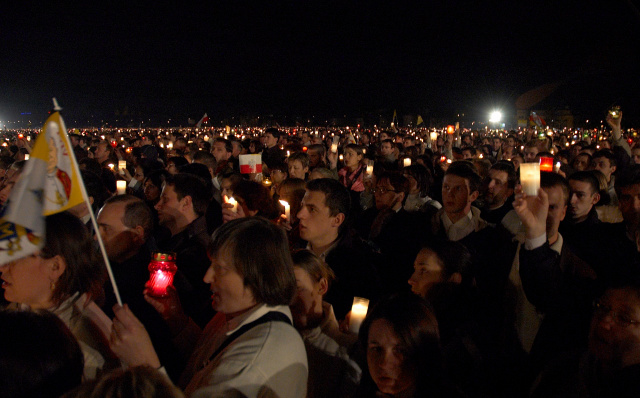
Błonia podczas czuwania wiernych w intencji zmarłego papieża

Podczas pielgrzymek papieży Jana Pawła II (1979, 1983, 1997 i 2002) oraz Benedykta XVI (2006), krakowskie Błonia były miejscem mszy świętych, w których uczestniczyło kilkaset tysięcy wiernych (najwięcej – ok. 2,5 mln wiernych – w czasie pielgrzymki w 2002 roku). Ołtarze były ustawiane od strony ulicy 3 Maja, na wysokości ulicy Reymana. Dzięki temu ołtarz był dobrze widoczny z każdego miejsca Błoń. W miejscu, w którym budowano ołtarze ustawiono pamiątkowy kamień upamiętniający te wydarzenia. Po śmierci Jana Pawła II na Błoniach odbywały się spotkania wiernych oraz nabożeństwa w intencji papieża.
Z małego lądowiska dla śmigłowców (nieopodal pętli tramwajowej w Cichym Kąciku) podczas niektórych pielgrzymek odlatywał do innych miast Jan Paweł II.

### Kultura masowa
Na Błoniach przez kilka lat odbywały się koncerty organizowane przez radio RMF FM pod hasłem „Inwazja mocy”.
24 czerwca 1994 roku na Błoniach zrealizowano widowisko muzyczne „Harfy Papuszy” z muzyką Jana Kantego Pawluśkiewicza.
28 czerwca 2008 roku na Błoniach odbył się koncert Céline Dion w ramach trasy Taking Chances Tour.
7 maja 2010 roku na Błoniach zorganizowano Lech Maj Party w czasie trwania juwenaliów krakowskich, w których gwiazdą wieczoru był brytyjski zespół muzyczny Apollo 440. Zagrali również: Paweł Kukiz i Piersi, Dżem, Enej oraz Syndrom Kreta. Imprezę poprowadził Krzysztof Skiba.
Od 6 czerwca do 1 lipca 2012 roku, podczas Mistrzostw Europy w Piłce Nożnej, na Błoniach powstała „strefa kibica”, gdzie m.in. został zainstalowany telebim. Hasłem wiodącym strefy była wielokulturowość, przez co zorganizowane zostały atrakcje związane z krajami związanymi z mistrzostwami: kuchnie różnych krajów, konkursy tematyczne, place zabaw dla najmłodszych.